# Осиногородок

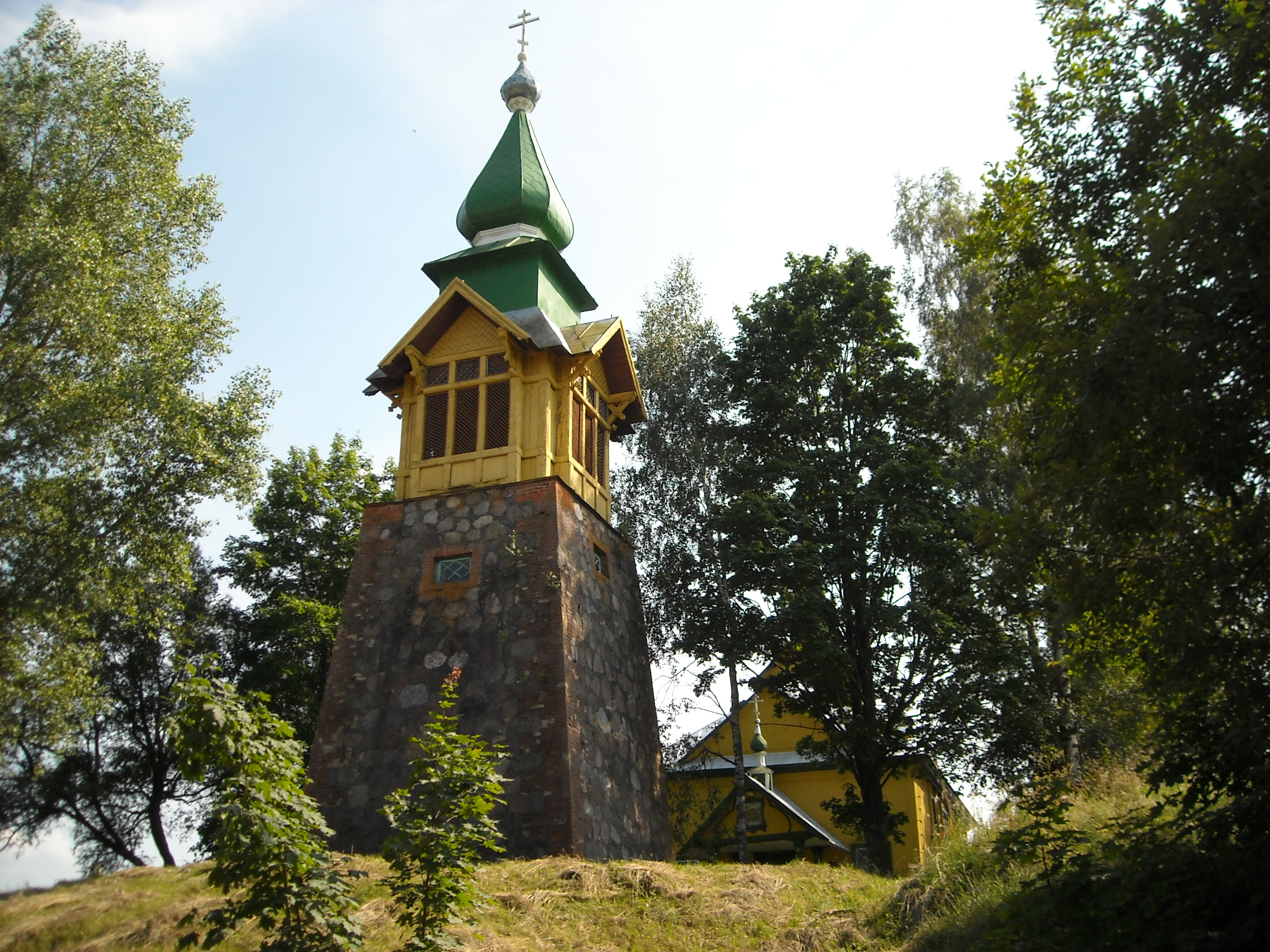
Колокольня

Осиногородок (бел. Асінагарадок) — деревня в Поставском районе Витебской области Беларуси. Входит в состав Козловщинского сельсовета. Население — 132 человека (2019).

## География
Деревня находится близ границы с Глубокским районом, в 20 км к северо-западу от Глубокого и в 32 км к северо-востоку от Постав. С юга к Осиногородку примыкает посёлок Париж, а двумя километрами севернее расположен центр сельсовета — село Козловщина. Через Осиногородок проходит автодорога из Козовщины в Париж, ещё одна дорога ведёт в направлении посёлка Воропаево . Через деревню протекает река Ласица, принадлежащая бассейну Западной Двины.
Ближайшая железнодорожная станция «Новодруцк» находится в посёлке Париж (линия Крулевщина — Глубокое — Поставы — Лынтупы).

## Достопримечательности

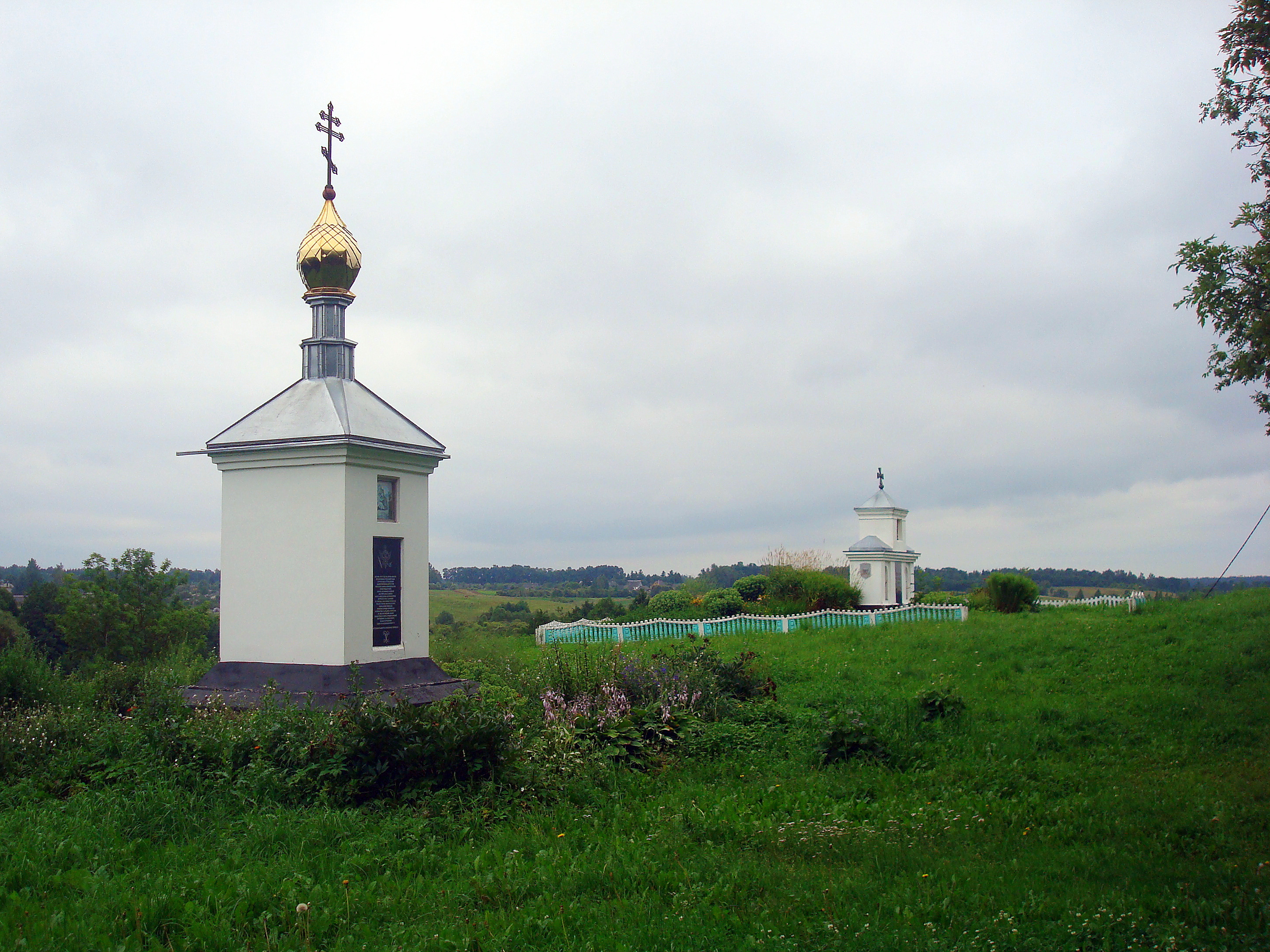
Часовня

- ЧасовняДеревянная православная Покровская церковь (начало XX века)
- Двухъярусная отдельно стоящая колокольня (нижний ярус — камень, верхний — дерево, начало XX века)
- Кладбищенская православная часовня св. Владимира
- Часовня (2005 г.) на братской могиле русских солдат 1812 года
- Археологическое городище